# Рудольф Клапка
Рудольф Клапка (чеськ. Rudolf Klapka, 24 серпня 1889, Жижков — 11 вересня 1951) — чехословацький футболіст, що грав на позиції воротаря.
Виступав за клуб «Вікторія» (Жижков), а також національну збірну Чехословаччини. Володар Середньочеського кубка. Переможець Міжсоюзницьких ігор 1919 року. Учасник Олімпійських ігор 1920 року.

## Клубна кар'єра
На клубному рівні грав у команді «Вікторія» (Жижков). Клуб виступав у Середньочеській лізі і Середньочеському кубку, в яких брали участь футбольні команди з міст Прага, Кладно і їх околиць. В чемпіонаті найвищим результатом «Вікторії» стало третє місце першості 1920 року. В кубку клуб три роки поспіль виходив у фінал, щоразу граючи проти «Спарти». В 1919 і 1920 роках «Вікторія» програвала 1:2 і 1:5 відповідно. У 1921 році році клуб Клапки переміг з рахунком 3:0.

## Виступи за збірну
В 1919 році в складі збірної Чехословаччини був учасником Міжсоюзницьких ігр, великих спортивних змагань, що були організовані країнами-переможцями в Першій світовій війні. Участь у змаганнях брали діючі і колишні військові збройних сил своїх країн. Чехословаччину представляли провідні футболісти найсильніших клубів країни — празьких «Спарти» і «Славії», а також «Вікторії» з Жижкова. Втім, матчі турніру не входять до офіційного реєстру ФІФА. Ігри проводились у Парижі на новозбудованому стадіоні Першинг. Чехословаччина виграла групу Б, здобувши три перемоги в матчах проти збірних Бельгії (4:і), США (8:1) і Канади (3:2). В перших двох матчах у воротах грав Франтішек Пейр, а у грі проти Канади останній рубіж захищав Клапка. Виступав він й у фінальному матчі, де суперником чехословацької команди стала збірна Франції. Значну частину матчу французи перемагали з рахунком 2:1, але наприкінці гри Чехословаччина вирвала перемогу з рахунком 3:2.
В липні 1919 року відбувся товариський показовий матч під умовною вивіскою Париж — Рим, в якому футболісти, що грали на Міжсозницьких іграх, зустрічались з учасниками Військових ігор у Римі. У воротах «паризької» команди грав Пейр, а Клапка зіграв у нападі і зумів відзначитись голом, а його збірна перемогла з рахунком 5:0.
1920 року виступав в офіційних матчах у складі національної збірної Чехословаччини. Брав участь у Олімпійських іграх 1920 у Антверпені. В першому раунді збірна перемогла Югославію (7:0), а у чвертьфіналі Норвегію (4:0). У півфіналі Чехословаччина перемогла Франції (4:1). Фінальну гру проти господарів турніру бельгійців чехословацька команда не дограла, залишивши поле за рахунку 0:2 через упереджене суддівство. Останньою краплею стало вилучення Карела Стейнера на 39-й хвилині матчу за фол проти нападника бельгійців, після чого капітан збірної Чехословаччини Карел Пешек вивів свою команду з поля. У підсумку Чехословаччина була дискваліфікована і не отримала навіть срібних медалей.
| Дата       | Місто     | Господарі      | Результат | Гості          | Турнір          | Голи | Примітки |
| ---------- | --------- | -------------- | --------- | -------------- | --------------- | ---- | -------- |
| 28/08/1920 | Антверпен | Чехословаччина | 7 – 0     | Югославія      | ОІ 1920 - 1/8   | -    |          |
| 29/08/1920 | Брюссель  | Чехословаччина | 4 – 0     | Норвегія       | ОІ 1920 - 1/4   | -    |          |
| 31/08/1920 | Антверпен | Франція        | 1 – 4     | Чехословаччина | ОІ 1920 - 1/2   | -1   |          |
| 02/09/1920 | Антверпен | Бельгія        | 2 – 0     | Чехословаччина | ОІ 1920 - Фінал | -2   |          |
| Усього     |           | Матчів         | 4         |                | Голів           | -3   |          |

### Виступи на Міжсоюзницьких іграх
| Група В 28.06.1919 |

| Чехословаччина | 3:2 | Канада |
| -------------- | --- | ------ |
| Янда Ванік     |     |        |

| Першинг, Париж Глядачів: 25 000 |

Чехословаччина: Рудольф Клапка — Карел Стейнер, Мирослав Поспішил — Валентин Лоос, Антонін Фівебр, Карел Пешек — Йозеф Седлачек, Антонін Янда, Вацлав Пілат, Ян Ванік, Вацлав Прошек
| Фінал 29 червня 1919 |

| Чехословаччина         | 3 — 2 | Франція             |
| ---------------------- | ----- | ------------------- |
| Ванік 31' Янда 84' 90' |       | 12' Дедьє 28' Реньє |

| «Першинг» (Париж) Глядачів: 25 000 Арбітр: МкКензі |

Чехословаччина: Рудольф Клапка — Антонін Янда, Мирослав Поспішил — Карел Влк, Антонін Фівебр, Карел Пешек — Йозеф Седлачек, Ярослав Червений, Вацлав Пілат, Ян Ванік, Вацлав Прошек, тренер: Джон Вільям Мадден
Франція: П'єр Шеріге — Люсьєн Гамблен, Ежен Ланжено — Емільєн Девік, Рене л'Ермітт, П'єр Гастіже — Анрі Лесюр, Поль Дедьє, Поль Ніколя, Альбер Реньє, Моріс Гастіже

### Виступи на Олімпійських іграх
Олімпійські ігри 1920
| 28 серпня 1920 1/8 фіналу |

| Чехословаччина                                               | 7:0      | Югославія |
| ------------------------------------------------------------ | -------- | --------- |
| - Ванік 20' 46' 79' (пен.) - Янда 34' 50' 75' - Седлачек 43' | Протокол |           |

| «Бродстрат», Антверпен Глядачів: 600 Арбітр: Р. ван Прааг |

- Югославія: Врджюка — Жупанчич, Шифер — Тавчар, Циндрич, Рупець — Врагович, Дубравчич , Першка, Гранець, Ружич 13'

| 29 серпня 1920 1/4 фіналу |

| Чехословаччина                | 4:0      | Норвегія |
| ----------------------------- | -------- | -------- |
| - Ванік 8' - Янда 17' 66' 77' | Протокол |          |

| «Жозеф Марієн», Брюссель Глядачів: 4 000 Арбітр: Ш.Баретте |

- Норвегія: Ватне — Еулі, Скоу — Вольд, Гальворсен, Г. Андерсен  — Паульсен, Ос, Гельгесен, Гундерсен, Гольм

| 31 серпня 1920 1/2 фіналу |

| Чехословаччина                           | 4:1      | Франція   |
| ---------------------------------------- | -------- | --------- |
| - Шквайн-Мазал 18' 75' 87' - Стейнер 70' | Протокол | - 79' Боє |

| «Олімпійський», Антверпен Глядачів: 12 000 Арбітр: Ш.Баретте |

- Франція: Парсі — Уо, Бауманн — Батмаль, Петі, Югу — Девакез, Боє, Ніколя, Бард , Дюблі

| 2 вересня 1920 Фінал |

| Бельгія                   | +:- | Чехословаччина |
| ------------------------- | --- | -------------- |
| Коппе 6' (пен.) Ларно 30' |     | Стейнер 39'    |

| «Олімпійський», Антверпен Глядачів: 35 000 Арбітр: Дж. Льюис |

- Чехословаччина: Рудольф Клапка, Антонін Гоєр, Карел Стейнер, Франтішек Коленатий, Карел Пешек, Еміл Сейферт, Йозеф Седлачек, Антонін Янда, Ян Ванік, Вацлав Пілат, Отакар Шквайн-Мазал

## Титули і досягнення
- Володар Середньоїчеського кубка: (1)

«Вікторія»: 1921
- Переможець Міжсоюзницьких ігор: (1)

Чехословаччина (військова): 1919
- Фіналіст Олімпійського футбольного турніру:

Чехословаччина: 1920